# Atreyu
Atreyu är ett amerikanskt metalcore-band från Yorba Linda, Orange County, Kalifornien, bildat 1998. Ursprungligen kallade man sig Retribution men valde att byta namn till Atreyu efter en figur i filmen Den oändliga historien på förslag från deras vän Scott Lloyd. 

## Medlemmar
Nuvarande medlemmar
- Brandon Saller – trummor, percussion, keyboard, gitarr, piano, programmering, sång (1998–2011, 2014– )
- Alex Varkatzas – sång, growl (1998–2011, 2014– )
- Dan Jacobs – sologitarr, bakgrundssång (1998–2011, 2014– )
- Travis Miguel – rytmgitarr, sologitarr (2000–2011, 2014– )
- Marc McKnight – basgitarr, bakgrundssång (2004–2011, 2014– )

Tidigare medlemmar
- Brian O'Donnell – basgitarr, bakgrundssång (1998)
- Kyle Stanley – basgitarr, bakgrundssång (1998–2001)
- Chris Thomson – basgitarr, bakgrundssång (2001–2003)
- Tom Macdonald – basgitarr (2004)

Bidragande musiker (studio)
- Mark Dubeau – trummor (2006–2007)

Bildgalleri

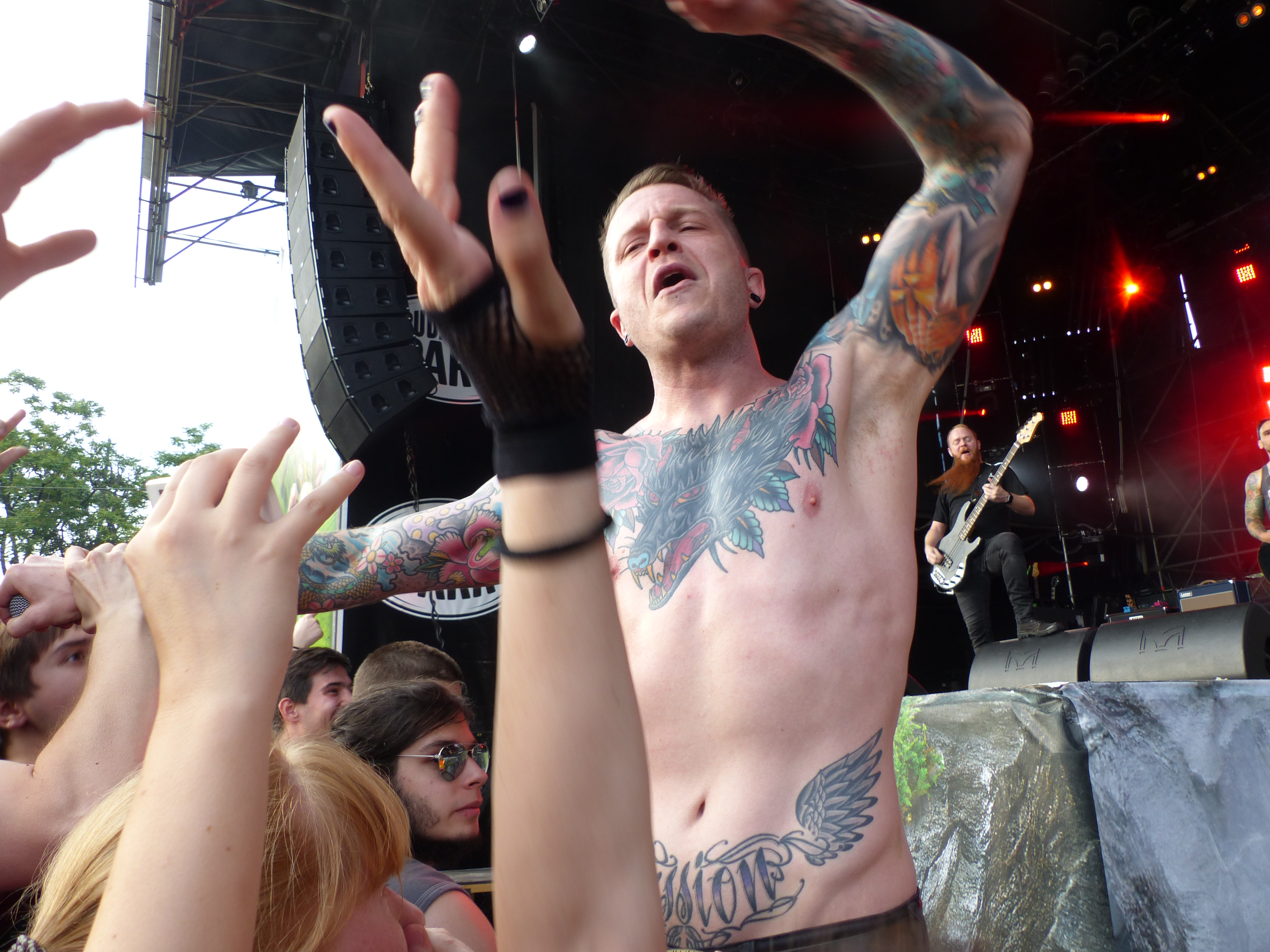
Alex Varkatzas
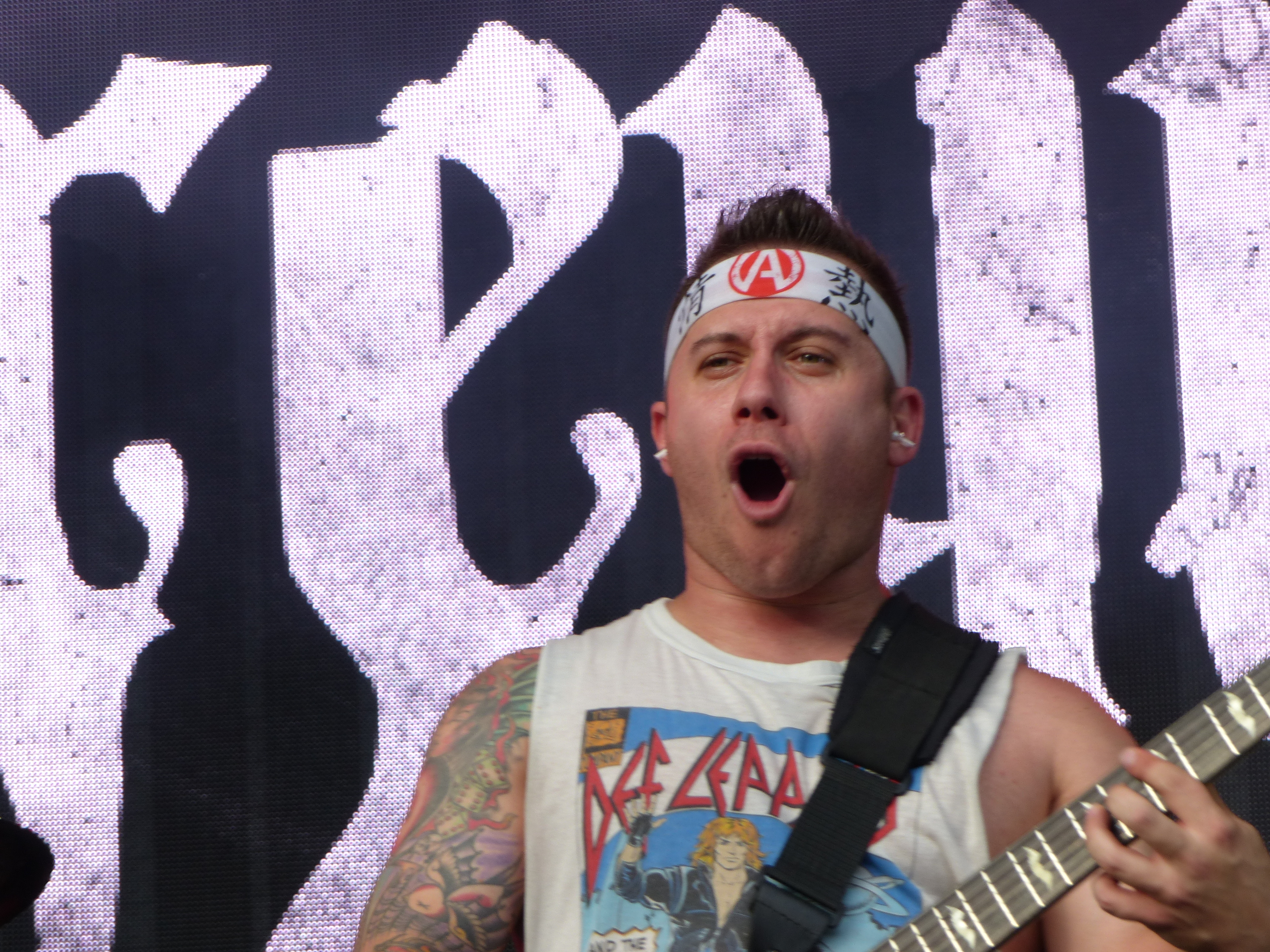
Dan Jakobs
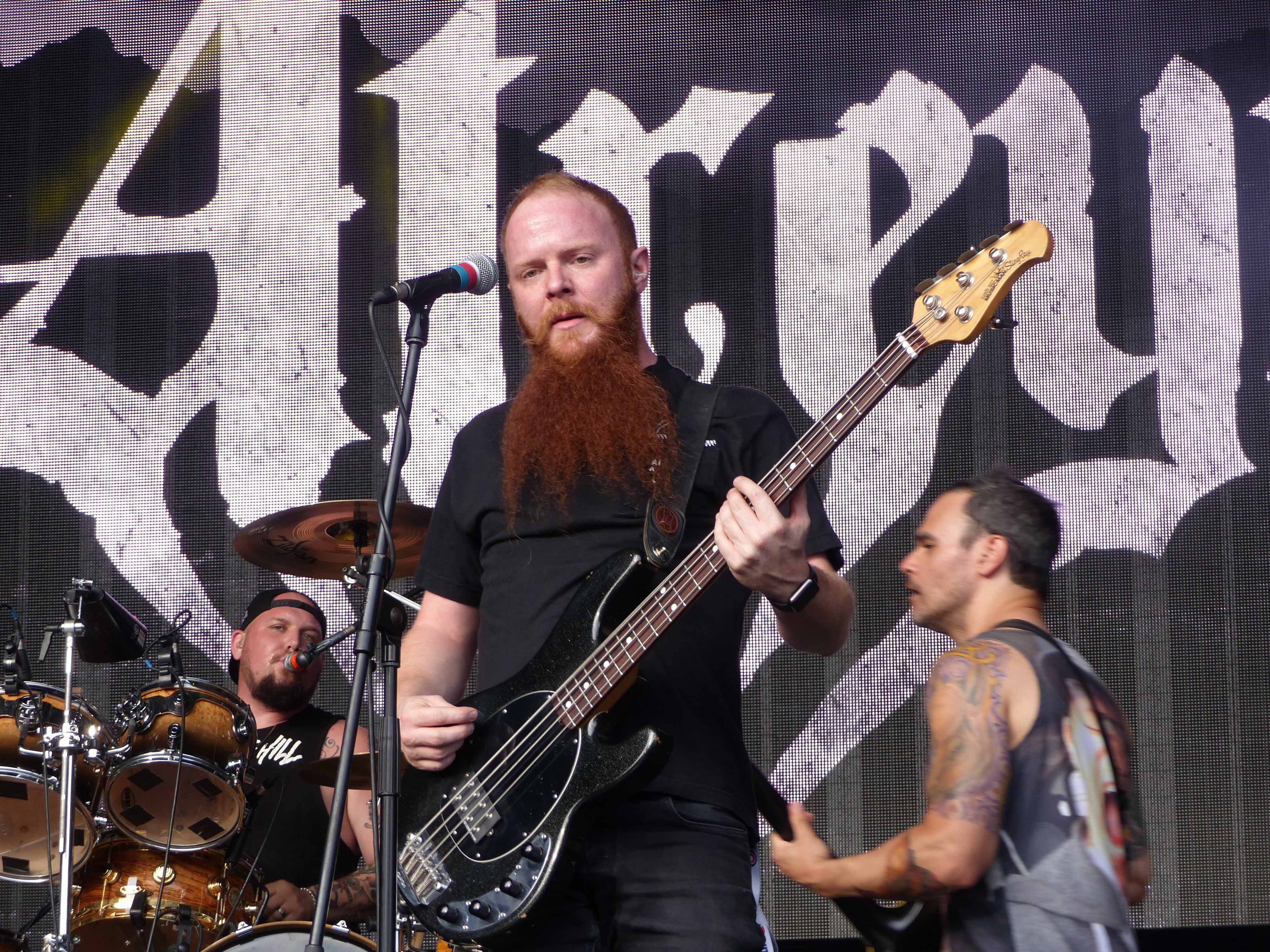
Marc McKnight
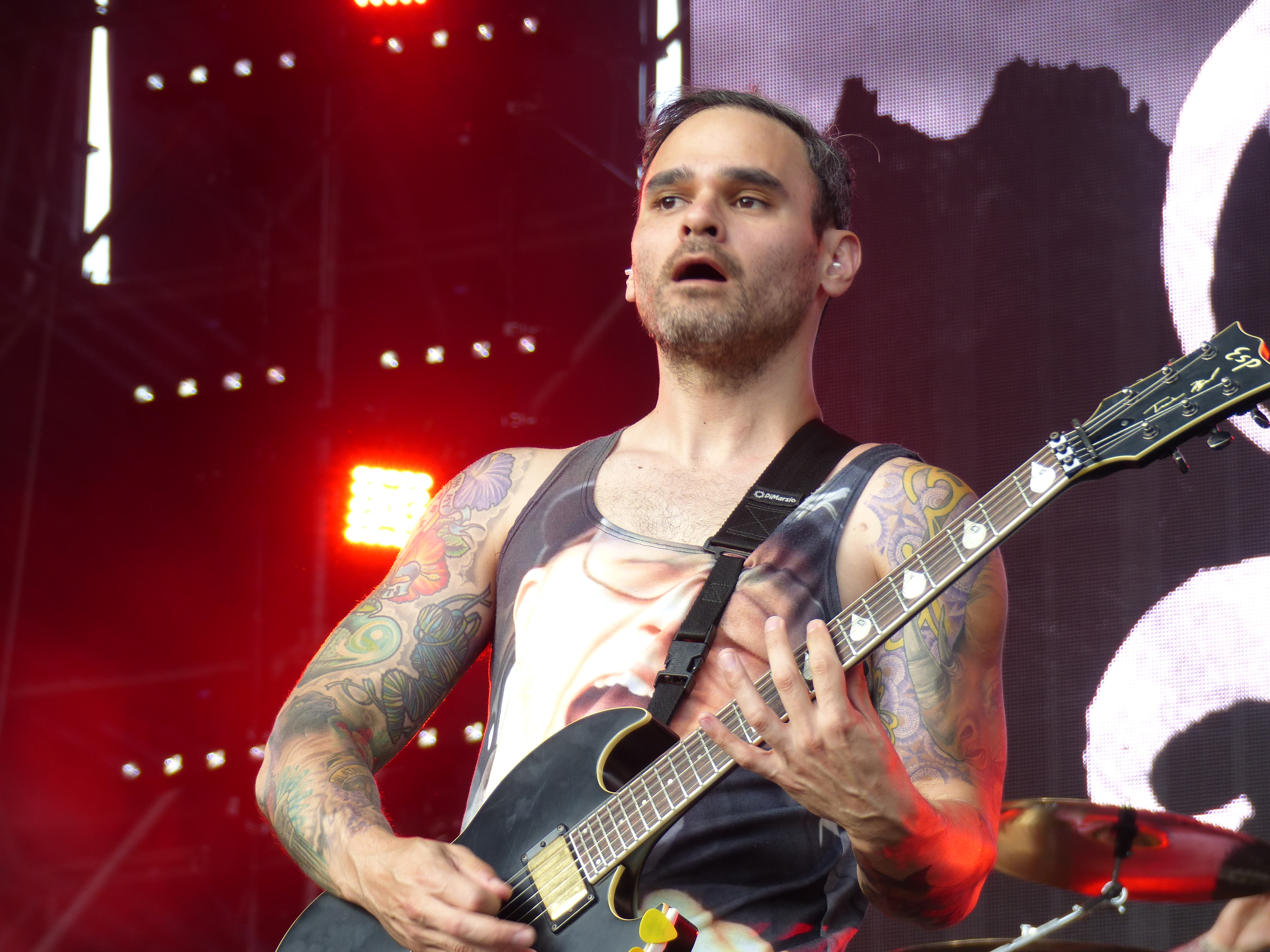
Travis Miguel

## Diskografi
Studioalbum
- 2002 – Suicide Notes and Butterfly Kisses [2]
- 2004 – The Curse
- 2006 – A Death-Grip on Yesterday
- 2007 – Lead Sails Paper Anchor
- 2009 – Congregation of the Damned
- 2015 – Long Live
- 2018 – In Our Wake

EP
- 1998 – Visions
- 2001 – Fractures in the Facade of Your Porcelain Beauty
- 2010 – Covers of the Damned

Singlar (på Billboardlistorna)
- 2006 – "Ex's and Oh's" (#24 på Billboard Hot Mainstream Rock Tracks)
- 2006 – "Becoming the Bull" (#19 på Billboard Bubbling Under Hot 100 Singles, #11 på Alternative Songs, #5 på Mainstream Rock)
- 2008 – "Falling Down" (#15 på Bubbling Under Hot 100 Singles, #3 på Alternative Songs, #5 på Mainstream Rock)
- 2008 – "Slow Burn" (#16 på Alternative Songs, #16 på Mainstream Rock)
- 2009 – "Storm to Pass" (#40 på Alternative Songs, #20 på Mainstream Rock, #36 på Billboard Rock Songs)

Samlingsalbum
- 2007 – The Best of...Atreyu